# Jiang Cuihua
En aquest nom xinès, el cognom és Jiang.
Jiang Cuihua (en xinès: 姜翠華, en pinyin: Jiāng Cuìhuá, Dalian, Liaoning, 2 de febrer de 1975) és una ciclista xinesa, ja retirada, especialista en el ciclisme en pista.
El 2000 va prendre part en els Jocs Olímpics d'Estiu de Sydney, on va guanyar la medalla de bronze en la prova dels 500 metres contrarellotge del programa de ciclisme. També ha guanyat tres medalles al Campionat del món de 500 metres contrarellotge i una medalla als Jocs Asiàtics.
Es va retirar el 2009.

## Palmarès
- 2000
  -  Medalla de bronze als Jocs Olímpics de Sydney en 500 metres contrarellotge
- 2003
  - Campiona d'Àsia en 500 metres
  - Campiona d'Àsia en Keirin
  - Campiona d'Àsia en Velocitat

### Resultats a laCopa del Món
- 1997
  - 1r a Adelaida, en 500 m
- 2000
  - 1r a Moscou, en 500 m